# Serie de las Américas 2025
La Serie de las Américas 2025 fue la edición inaugural del torneo de béisbol de clubes de la Serie de las Américas, que se llevó a cabo del 24 al 30 de enero de 2025, en Nicaragua, en el Estadio Nacional Soberanía de Managua, el Estadio Roberto Clemente de Masaya y el Estadio Rigoberto López Pérez de León.
Los competidores de esta serie fueron los campeones de las ligas invernales de béisbol de cada uno de los miembros de la Asociación de Béisbol de las Américas: Argentina, Colombia, Cuba, Curazao, Panamá y Nicaragua.
La final se llevó a cabo en el Estadio Nacional Soberanía, entres las Águilas Metropolitanas representantes de Panamá y los Leones de León representando a Nicaragua, terminando los anfitriones derrotados 3-1 ante Panamá. 
Panamá hospedará la siguiente edición de la Serie de las Américas en 2026, siendo los defensores del título. 

## Estadios[3]
| León                          | Managua                    | Masaya                   |
| ----------------------------- | -------------------------- | ------------------------ |
| Estadio Rigoberto López Pérez | Estadio Nacional Soberanía | Estadio Roberto Clemente |
| Capacidad: 7 200              | Capacidad: 15 000          | Capacidad: 4 026         |
|                               |                            |                          |
| León Managua Masaya           |                            |                          |

## Formato del torneo
Los 6 clubes se enfrentarán todos contra todos a una sola rueda. Al término de esta, los cuatro primeros jugarán las semifinales, siendo las llaves 1° vs 4° y 2° vs 3°. Finalmente, los vencedores de estas se cruzarán en la final. El ganador alzará la primera edición de este torneo.

## Equipos participantes
| País      | Equipo                   | Liga/vía de clasificación                                      |
| --------- | ------------------------ | -------------------------------------------------------------- |
| Argentina | Club Daom                | Campeón de la Liga Argentina de Béisbol (2024)                 |
| Colombia  | Caimanes de Barranquilla | Campeón de la Liga Profesional de Béisbol Colombiano (2024-25) |
| Cuba      | Leñadores de Las Tunas   | Campeón de la Serie Nacional de Béisbol (2024)                 |
| Curazao   | Curaçao Goats            | Campeón de la Liga Profesional de Béisbol de Curazao (2024)    |
| Nicaragua | Leones de León           | Campeón de la Liga de Béisbol Profesional Nacional (2024-25)   |
| Panamá    | Águilas Metropolitanas   | Campeón de la Liga Profesional de Béisbol de Panamá (2024-25)  |

## Ronda preliminar
| Pos. | Equipo                   | PJ | G | P | CF | CC | DC  | PCT   | GB |
| ---- | ------------------------ | -- | - | - | -- | -- | --- | ----- | -- |
| 1    | Curaçao Goats            | 5  | 5 | 0 | 46 | 16 | +30 | 1.000 | —  |
| 2    | Leones de León           | 5  | 4 | 1 | 36 | 13 | +23 | .800  | 1  |
| 3    | Leñadores de Las Tunas   | 5  | 2 | 3 | 27 | 41 | −14 | .400  | 3  |
| 4    | Águilas Metropolitanas   | 5  | 2 | 3 | 40 | 31 | +9  | .400  | 3  |
| 5    | Club Daom                | 5  | 1 | 4 | 15 | 63 | −48 | .200  | 4  |
| 6    | Caimanes de Barranquilla | 5  | 1 | 4 | 22 | 22 | 0   | .200  | 4  |

| - | Clasificados a las Semifinales |
| - | Equipos Eliminados             |

- Hora local UTC-6:00[5]

| Fecha       | Hora  | Visitante                | Resultado    | Home Club                | Estadio               |
| ----------- | ----- | ------------------------ | ------------ | ------------------------ | --------------------- |
| 24 de enero | 14:00 | Águilas Metropolitanas   | 19 : 1 (F/8) | Club Daom                | Nacional Soberania    |
| 24 de enero | 19:00 | Leñadores de Las Tunas   | 1 : 5        | Leones de León           | Nacional Soberania    |
| 25 de enero | 10:00 | Caimanes de Barranquilla | 4 : 5 (F/7)  | Curaçao Goats            | Nacional Soberania    |
| 25 de enero | 14:00 | Club Daom                | 5 : 1        | Caimanes de Barranquilla | Nacional Soberania    |
| 25 de enero | 18:00 | Águilas Metropolitanas   | 4 : 5        | Leñadores de Las Tunas   | Roberto Clemente      |
| 25 de enero | 19:00 | Curaçao Goats            | 3 : 0        | Leones de León           | Nacional Soberania    |
| 26 de enero | 14:00 | Caimanes de Barranquilla | 3 : 4        | Águilas Metropolitanas   | Nacional Soberania    |
| 26 de enero | 18:00 | Leones de León           | 13 : 2 (F/7) | Club Daom                | Rigoberto Pérez López |
| 26 de enero | 19:00 | Leñadores de Las Tunas   | 2 : 15 (F/7) | Curaçao Goats            | Nacional Soberania    |
| 27 de enero | 14:00 | Club Daom                | 2 : 12 (F/7) | Curaçao Goats            | Nacional Soberania    |
| 27 de enero | 18:00 | Águilas Metropolitanas   | 5 : 11       | Leones de León           | Roberto Clemente      |
| 27 de enero | 19:00 | Caimanes de Barranquilla | 12 : 1 (F/7) | Leñadores de Las Tunas   | Nacional Soberania    |
| 28 de enero | 14:00 | Leñadores de Las Tunas   | 18 : 5       | Club Daom                | Nacional Soberania    |
| 28 de enero | 18:00 | Leones de León           | 7 : 2        | Caimanes de Barranquilla | Rigoberto Pérez López |
| 28 de enero | 19:00 | Curaçao Goats            | 11 : 8       | Águilas Metropolitanas   | Nacional Soberania    |

## Fase final
|  | Semifinales                      | Semifinales            |   |  | Final                            | Final |  |
|  |                                  |                        |   |  |                                  |       |  |
|  | 29 de enero — Roberto Clemente   |                        |   |  |                                  |       |  |
|  | Leñadores de Las Tunas           | 4                      |   |  |                                  |       |  |
|  | Leones de León                   | 5                      |   |  |                                  |       |  |
|  |                                  |                        |   |  |                                  |       |  |
|  |                                  |                        |   |  | 30 de enero — Nacional Soberanía |       |  |
|  |                                  |                        |   |  | Leones de León                   | 1     |  |
|  |                                  | Águilas Metropolitanas | 3 |  |                                  |       |  |
|  |                                  |                        |   |  |                                  |       |  |
|  |                                  |                        |   |  |                                  |       |  |
|  |                                  |                        |   |  |                                  |       |  |
|  | 29 de enero — Nacional Soberanía |                        |   |  |                                  |       |  |
|  | Curaçao Goats                    | 0                      |   |  |                                  |       |  |
|  | Águilas Metropolitanas           | 7                      |   |  |                                  |       |  |

### Semifinales
| Fecha       | Hora  | Visitante              | Resultado | Home Club      | Estadio            |
| ----------- | ----- | ---------------------- | --------- | -------------- | ------------------ |
| 29 de enero | 18:00 | Leñadores de Las Tunas | 4 : 5     | Leones de León | Roberto Clemente   |
| 29 de enero | 18:00 | Águilas Metropolitanas | 7 : 0     | Curaçao Goats  | Nacional Soberanía |

### Final
| Fecha       | Hora  | Visitante              | Resultado | Home Club      | Estadio            |
| ----------- | ----- | ---------------------- | --------- | -------------- | ------------------ |
| 30 de enero | 18:00 | Águilas Metropolitanas | 3 : 1     | Leones de León | Nacional Soberanía |

## Campeón
|                                            |
| Bandera de Panamá                          |
| Campeón Águilas Metropolitanas 1.er título |